# Navistar 7000
Navistar 7000 je serija vojnih kamiona teškog transporta američkog proizvođača Navistara. Kamioni su temeljeni na šasiji modela WorkStar te su dostupni s različitim inačicama motora i pogona (4×2, 4×4, 6×4 i 6×6).

## Opis
Kamioni iz serije 7000 pokazali su se uspješnima a namijenjeni su transportu teškog tereta na velike udaljenosti. Kabina kamiona može biti standardna ili produžena te ju se jednostavno može opremiti oklopom. Teretna vozila pogone dizelski motori i to: International DT 466 (210 - 300 KS), International DT 570 (310 - 330 KS), Caterpillar C11/C13 (305 - 430 KS) i Cummins ISM (285 - 425 KS).
Postoje različite konfiguracije Navistara 7000 i to kao: kamioni za transport vojnika i opasnih materijala, vodene cisterne, tankeri, dizaličari i sl. Šasija s 4×4 pogonom je korištena i kod MaxxPro vozila.

## Korisnici
- Afganistan: 2005. godine američka vojska nagradila je tvrtku Navistar ugovorom koji joj je omogućio izvoz blizu 2.900 kamiona i rezervnih dijelova za potrebe oružanih snaga Afganistana i Iraka.[1]
- Irak[1]
- Kanada: zemlja je 2009. godine naručila 1.300 ovih kamiona koji su ondje poznati kao MSVS (Medium Support Vehicle System). Time su zamijenili zastarjele M35 kamione.[1]
- Kolumbija: kolumbijska vojska.[2][3][4]

## Vanjske poveznice
- INTERNATIONAL® 7000-MV FAMILY OF TACTICAL TRUCKS